# Cricetulodon bugesiensis
Cricetulodon bugesiensis ist eine der Gattung Cricetulodon zugeordnete, ausgestorbene Art der Mäuseartigen und aus dem Oberen Miozän Frankreichs bekannt.

## Körpermerkmale
Cricetulodon bugesiensis besitzt in jeder Kieferhälfte drei Backenzähne.
Das Anterolophulid des ersten Unterkieferbackenzahns ist häufig doppelt, tendenziell dominiert der zungenseitige Zweig. Das Anterosinusid des zweiten Unterkieferbackenzahns fehlt, das des dritten Unterkieferbackenzahns ist wenig entwickelt. Das Anterolophul des ersten Oberkieferbackenzahns ist einfach oder gegabelt, ein lippenseitiger Sporn fehlt. Das Mesolophid des ersten Unterkieferbackenzahns kann vorhanden sein, beim zweiten und dritten Unterkieferbackenzahn fehlt es gewöhnlich.
Das vordere Protolophul des ersten Oberkieferbackenzahns fehlt oder ist vorhanden, beim zweiten und dritten Oberkieferbackenzahn ist es vorhanden. Das Mesoloph des ersten und zweiten Oberkieferbackenzahns ist wenig entwickelt, beim dritten Oberkieferbackenzahn ist es so gut wie nicht vorhanden. Das vordere Metalophul des ersten Oberkieferbackenzahns wird, wenn vorhanden, vom Mesoloph gebildet. Das des zweiten Oberkieferbackenzahns fehlt gewöhnlich und bildet, wenn vorhanden, eine gesonderte Krone oder wird vom Mesoloph gebildet. Das des dritten Oberkieferbackenzahns ist immer vorhanden. Das hintere Metalophul des ersten und zweiten Oberkieferbackenzahns fehlt oder ist vorhanden.

## Verbreitung, Fossilfunde und Systematik
Cricetulodon bugesiensis ist aus dem späten Vallesium Frankreichs vor 9,8 bis 8,7 Millionen Jahren bekannt.
Das Typusexemplar mit der Inventarnummer FSL 65897 ist der erste Backenzahn einer linken Unterkieferhälfte.
Dieses wurde 1949 bei Ausgrabungen nahe Soblay (46° 6′ N, 5° 21′ O) im Département Ain entdeckt.
Matthijs Freudenthal, Pierre Mein und Elvira Martín-Suárez beschreiben die Art 1998 als Cricetulodon bugesiensis.